# Dalia Kuodytė
Dalia Kuodytė (* 21. Januar 1962 in Kaunas; † 21. April 2023) war eine litauische Historikerin und Politikerin. 

## Leben
Nach dem Abitur 1980 an der 25. Mittelschule Kaunas absolvierte Kuodytė 1987 ein Studium der Geschichte an der Universität Vilnius. Von 1987 bis 1990 war sie wissenschaftliche Mitarbeiterin im Museum IX Kauno fortas, von 1990 bis 1997 Leiterin des Museums für Deportation und Resistenz, Chefredakteurin der Zeitschrift für Geschichte Laisvės kovų archyvas, ab 1997 Generaldirektorin des Litauischen Zentrums für Forschung des Genozids und der Resistenz und von 2005 bis 2007 Leiterin der Lustrationskommission.
Kuodytė war Mitglied von Lietuvos Respublikos liberalų sąjūdis und hatte ab 2008 einen Sitz im Seimas.

## Bibliografie
- Lietuvos partizanai 1944–1953 m., su N. Gaškaite, A. Kašėta ir B. Ulevičiumi, 1996 m.;
- Lietuva 1940–1990: okupuotos Lietuvos istorija, monografija, viena autorių, 2005 m.;
- Laisvės kovos 1944–1953 metais, su A. Kašėta, 1996 m.;
- Išgelbėję pasaulį…: Žydų gelbėjimas Lietuvoje (1941–1944 m.), su R. Stankevičiumi, 2001 m., Englisch, 2002 m., 2 leid. 2006 m.;
- Sibiras: masiniai trėmimai iš Lietuvos į TSRS (anglų k. 2004 m., 2 leid. 2005 m., su R. Tracevskiu);
- Nežinomas karas: ginkluotas annsovietinis pasipriešinimas Lietuvoje 1944–1953, su R. Tracevskiu, 2004 m. ir anglų k;
- Už laisvę ir tėvynę, albumas, su E. Peikšteniu ir D. Žygeliu, 2004 m.

## Quelle
- 2008 m. Lietuvos Respublikos Seimo rinkimai – Lietuvos Respublikos liberalų sąjūdis – Iškelti kandidatai (Memento vom 17. Mai 2013 im Internet Archive)

| Personendaten    | Personendaten                           |
| ---------------- | --------------------------------------- |
| NAME             | Kuodytė, Dalia                          |
| KURZBESCHREIBUNG | litauische Historikerin und Politikerin |
| GEBURTSDATUM     | 21. Januar 1962                         |
| GEBURTSORT       | Kaunas                                  |
| STERBEDATUM      | 21. April 2023                          |